# Losina
Losina je malá vesnice, část obce Chotěšov v okrese Plzeň-jih v Plzeňském kraji. Nachází se asi 2,5 kilometru jihovýchodně od Chotěšova. Prochází zde silnice II/230. V roce 2011 zde trvale žilo 76 obyvatel.
Losina je také název katastrálního území o rozloze 3,79 km².

## Historie
První písemná zmínka o vesnici pochází z roku 1272.
Na východním okraji vesnice se nacházel důl Hůrka založený Hermannem Dietrichem Lindheimem v roce 1856. Po krátké době byl uzavřen, ale roku 1921 na stejném místě těžbu obnovil Valter Vogelhuber. Jeho důl Hůrka II. dosáhl hloubky sta metrů a provozován byl do roku 1929.

## Obyvatelstvo
| Rok            | 1869 | 1880 | 1890 | 1900 | 1910 | 1921 | 1930 | 1950 | 1961 | 1970 | 1980 | 1991 | 2001 | 2011 | 2021 |
| -------------- | ---- | ---- | ---- | ---- | ---- | ---- | ---- | ---- | ---- | ---- | ---- | ---- | ---- | ---- | ---- |
| Počet obyvatel | 168  | 166  | 183  | 212  | 187  | 207  | 193  | 141  | 119  | 101  | 91   | 71   | 83   | 76   | 63   |
| Počet domů     | 16   | 18   | 21   | 26   | 27   | 28   | 37   | 41   | 41   | 29   | 26   | 30   | 31   | 31   | 38   |

## Obecní správa
Při sčítání lidu v letech 1850–1959 Losina byla samostatnou obcí, se kterým patřila nejprve do okresu Stříbro, ale v roce 1950 v okrese Přeštice. Od roku 1960 je částí obce Chotěšov v okrese Plzeň-jih.

## Pamětihodnosti
- vyhlídková věž na Křížovém vrchu
- kaple Povýšení svatého Kříže na Křížovém vrchu
- zaniklá Křížová cesta

## Galerie

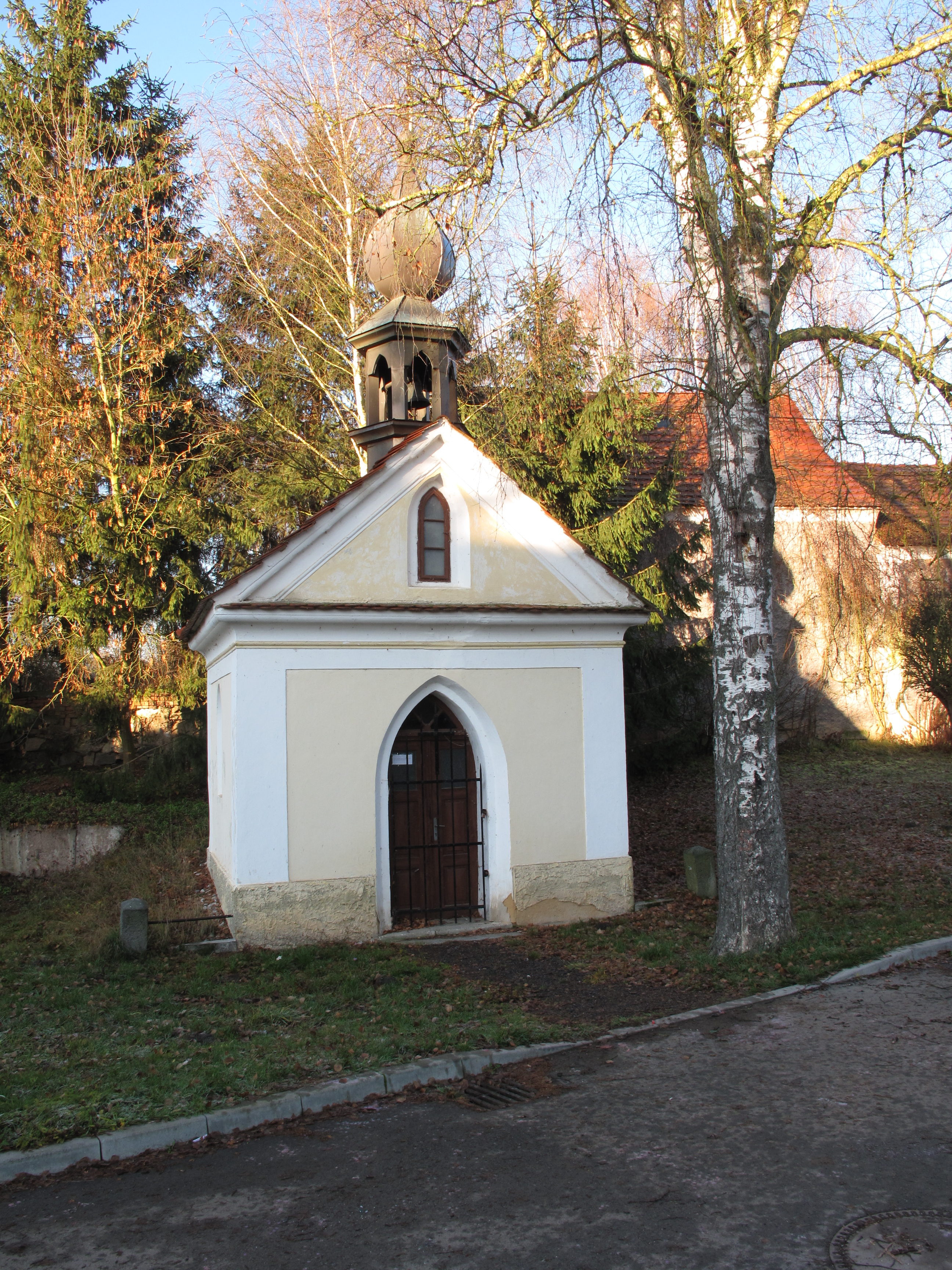
Kaplička
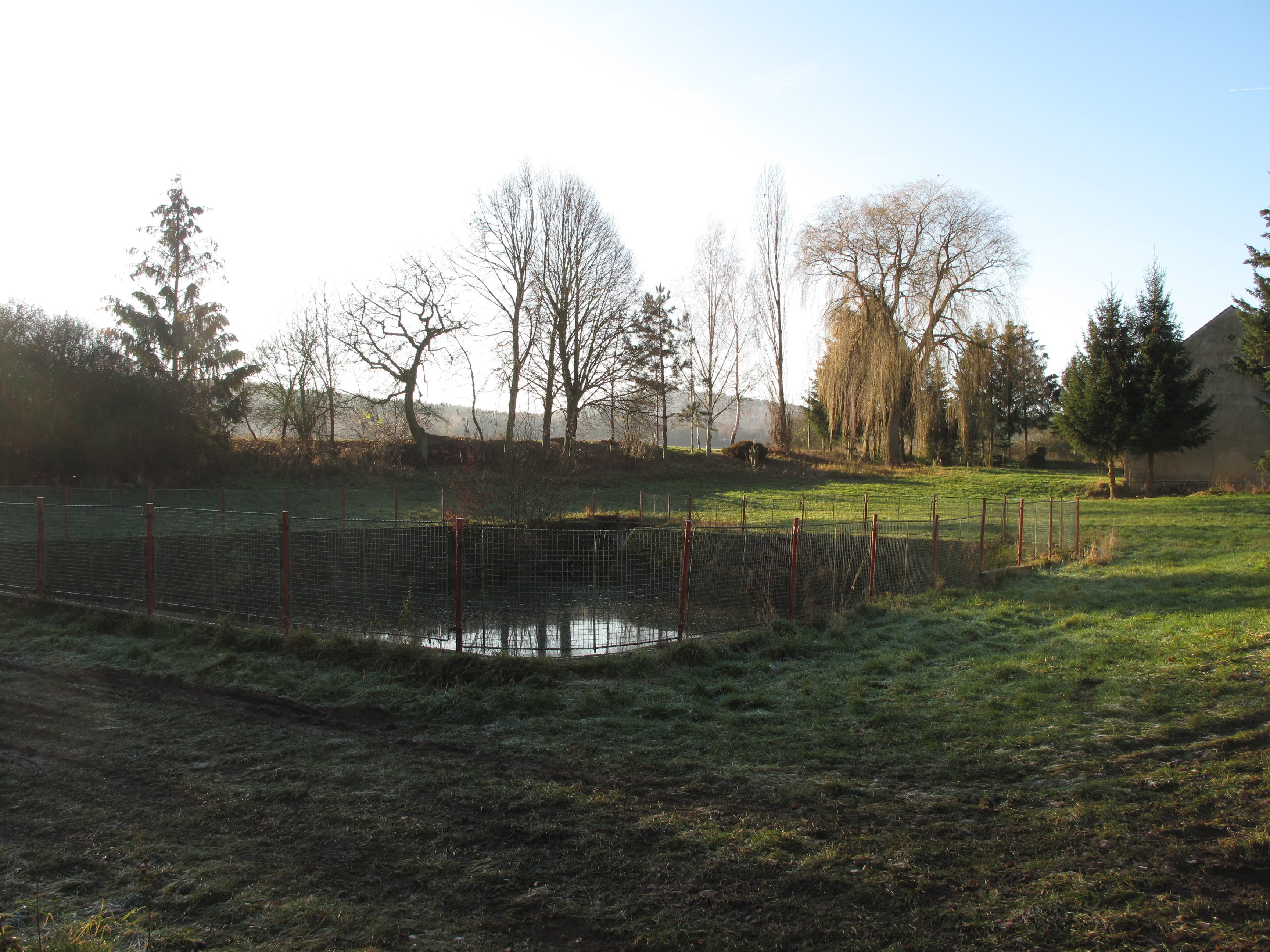
Nádrž
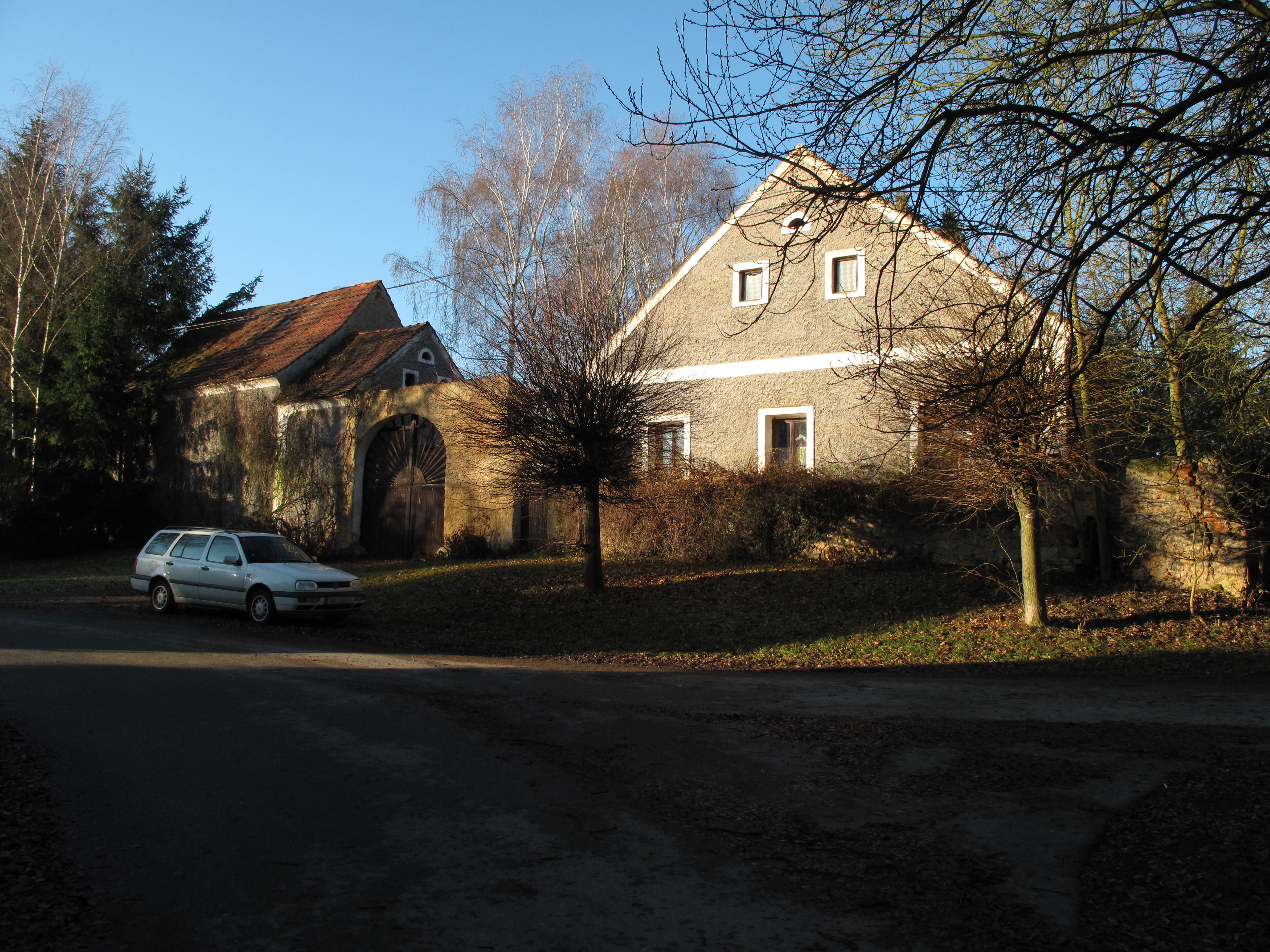
Statek
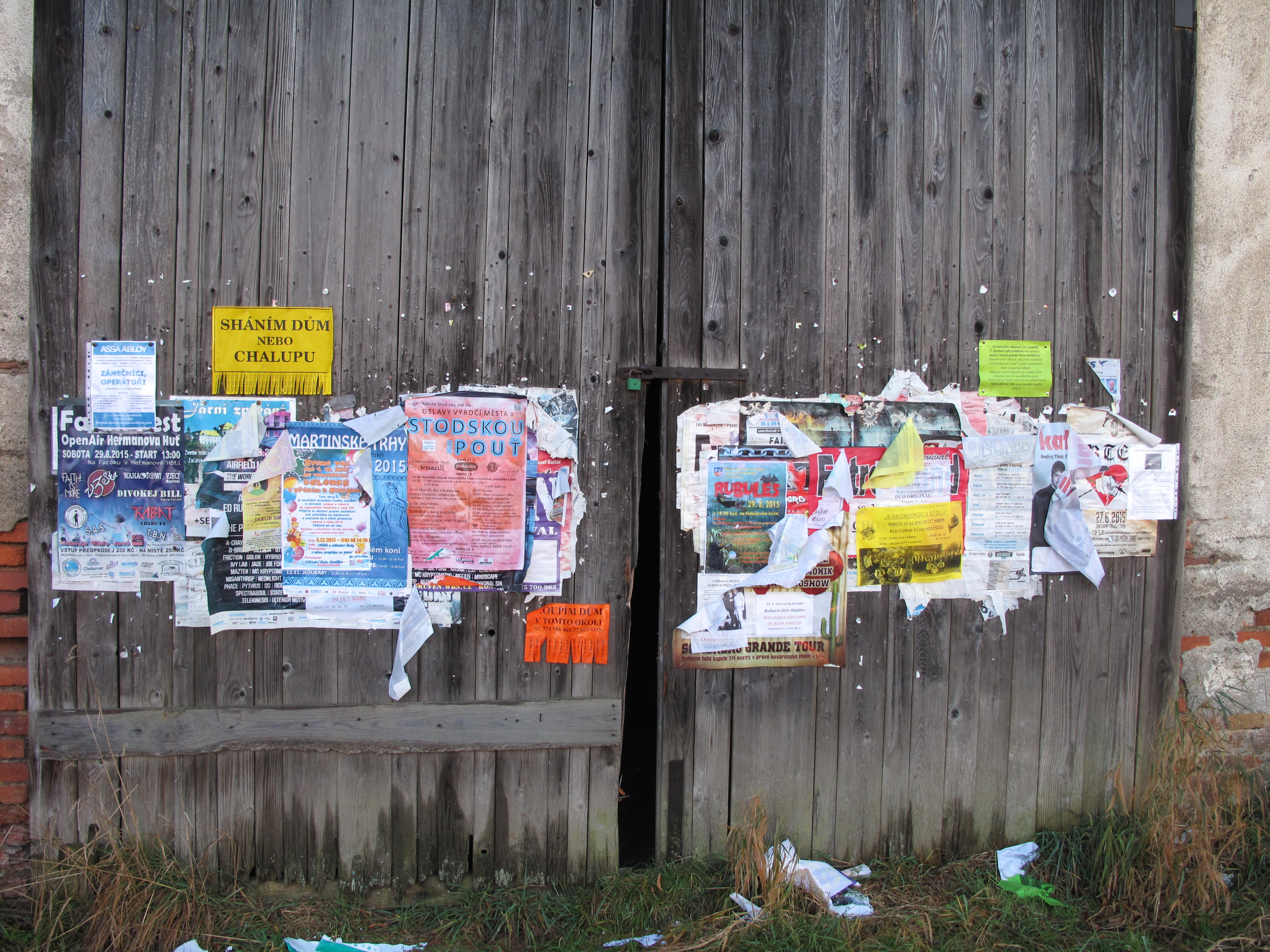
Vrata